# غابرييل فالديز
غابرييل فالديز هو دبلوماسي ومحامي وسياسي تشيلي، ولد في 3 يوليو 1919 في سانتياغو في تشيلي، وتوفي بنفس المكان في 7 سبتمبر 2011 بسبب مرض تنفسي. نشط حزبياً في الحزب الديمقراطي المسيحي. وقد انتخب وزير الشؤون الخارجية في تشيلي ‏ (3 نوفمبر 1964 – 3 نوفمبر 1970) وانتخب President of the Senate of Chile ‏.

## وصلات خارجية
- غابرييل فالديز على موقع مونزينجر (الألمانية)